# Elan Steinberg
Elan Steinberg (* 2. Juni 1952 in Rischon LeZion; † 6. April 2012 in Manhattan, New York) war ein amerikanischer Funktionär des Jüdischen Weltkongresses (JWC), dessen geschäftsführender Direktor er von 1986 bis 2004 war.

## Herkunft
Steinbergs Eltern Max und Rose waren polnische Juden, die sich während des Zweiten Weltkrieges größtenteils versteckt hielten. Nach dem Krieg emigrierten sie nach Israel, und als Elan zwei Jahre alt war, emigrierte die Familie nach Brooklyn, New York. Er hatte einen Bruder.

## Wirken
Steinberg absolvierte das Brooklyn College und erhielt einen Master in Politikwissenschaften an der City University von New York, wo er später auch unterrichtete.
Steinberg trat 1978 dem JWC bei, wurde zunächst dessen Vertreter bei den Vereinten Nationen, und stieg bald zu einem führenden Strategen des JWC auf. Er führte einen neuen, auf Öffentlichkeit ausgerichteten, weniger zurückhaltenden Stil ein. Zu Steinbergs ersten Erfolgen zählt sein Beitrag zur diplomatischen Anerkennung Israels durch Spanien und den Vatikan.
Als Direktor der US-amerikanischen Abteilung des WJC versuchte Steinberg 1985 vergeblich, den deutschen Bundeskanzler Helmut Kohl von einem Besuch mit dem US-Präsidenten Ronald Reagan auf dem Soldatenfriedhof in Bitburg abzubringen (→ Bitburg-Kontroverse).
Steinberg wurde 1986 geschäftsführender Direktor des WJC. Im Vorfeld der österreichischen Präsidentenwahl 1986 trug der JWC bei zur Aufdeckung der Mitgliedschaft Kurt Waldheims in SA und NSDStB und seiner Funktion in Armeeeinheiten, die schwere Kriegsverbrechen verübt hatten. In einem Interview mit der Zeitschrift Profil am 24. März 1986 warnten Steinberg und der Generalsekretär des WJC Israel Singer vor einer Wahl Waldheims. Für seine Interventionen wurde der WJC in Österreich teilweise scharf angegriffen. (→ Waldheim-Affäre).
Unter Leitung Steinbergs erreichte der WJC und der Rechtsanwalt Ed Fagan im Verfahren um jüdische Vermögen bei Schweizer Banken, dass die Schweizer Banken einer Zahlung von 1,25 Milliarden US-Dollar an Restitutionszahlungen zustimmten.
Steinberg protestierte gegen die Errichtung eines großen Kreuzes und eines Klosters der Unbeschuhten Karmelitinnen neben dem ehemaligen Konzentrationslager Auschwitz. Er überzeugte den Regisseur Steven Spielberg, den Spielfilm Schindlers Liste von 1993 nicht innerhalb des Lagergeländes von Auschwitz zu drehen.
Neben dem Politiker Henry Kissinger, den Historikern Peter Novick, Norman Finkelstein und Gulie Ne'eman Arad, dem Schriftsteller Elie Wiesel und anderen gab Steinberg ein Interview in dem 2001 erschienenen Dokumentarfilm After Auschwitz: Battle for the Holocaust.

## Privatleben
Elan Steinberg starb an den Komplikationen eines Lymphdrüsenkrebses. Er hinterließ seine Frau Sharon Steinberg, zwei Söhne, eine Tochter und einen Bruder.